# Rhododendron pogonophyllum
Rhododendron pogonophyllum är en ljungväxtart som beskrevs av John Macqueen Cowan och Davidian. Rhododendron pogonophyllum ingår i släktet rododendron, och familjen ljungväxter. Inga underarter finns listade i Catalogue of Life.